# 오다카촌
오다카촌(小高村)은 이바라키현 나메가타군에 일찍이 존재했던 촌이다..

## 지리
- 현재의 나메가타시 남부, 구 아소정의 서부에 위치한다.
- 촌은 가스미가우라호의 동쪽 해안에 위치하고 있다.
- 촌은 고원과 평지가 뒤섞인 골짜기가 많은 지형이다.

## 역사
- 1889년 4월 1일 - 정촌제 시행에 의해 나메카타군 오다카촌이 성립하였다.
- 1955년 3월 31일 -아소정, 오타촌 야마토촌 나메카타촌과 합병해 새로운 아소정이 성립하여, 동일 오다카촌은 폐지되었다.

## 인구
| 1891년 | 1,894 |
| 1920년 | 2,619 |
| 1935년 | 2,896 |
| 1950년 | 3,878 |

## 参考文献
- 角川日本地名大辞典編纂委員会『가도카와 일본 지명 대사전 8 茨城県』、가도카와 쇼텐、1983年 ISBN 4040010809